# Leńcze
Leńcze (hist. Leńcze Górne, Leńcza) – wieś w Polsce, położona w województwie małopolskim, w powiecie wadowickim, w gminie Kalwaria Zebrzydowska.
W latach 1954–1961 wieś należała i była siedzibą władz gromady Leńcze, po jej zniesieniu w gromadzie Przytkowice. W latach 1975–1998 miejscowość administracyjnie należała do województwa bielskiego.

## Integralne części wsi
| SIMC   | Nazwa         | Rodzaj     |
| ------ | ------------- | ---------- |
| 056673 | Kamieniec     | część wsi  |
| 056680 | Koło Dworu    | część wsi  |
| 056696 | Na Końcu      | część wsi  |
| 056704 | Okrajki       | część wsi  |
| 056710 | Pod Kościołem | część wsi  |
| 056727 | Zadział       | przysiółek |

## Zabytki
Obiekt wpisany do rejestru zabytków nieruchomych województwa małopolskiego.
- Zespół dworsko-parkowy; dwór, spichlerz, wolarnia, wozownia, fragment alei dojazdowej, park.

## Religia
We wsi znajduje się kościół pod wezwaniem św. Apostołów Piotra i Pawła zaprojektowany przez architekta Zygmunta Gawlika (zob. parafia Świętych Apostołów Piotra i Pawła w Leńczach). Kościół został wybudowany w miejscu starego drewnianego kościoła z ofiar parafian za proboszcza ks. Józefa Gacka. Budowa wieży kościelnej została ukończona w latach 1958–1959 za proboszcza ks. Kacpra Puchalskiego. Wystrój wnętrza prezbiterium, polichromia i witraże za proboszcza ks. Kazimierza Rybaka. Na wieży kościelnej wysokiej na ok. 50 m. znajduje się zabytkowy dzwon z 1534 r. Obok kościoła znajduje się pomnik Papieża Jana Pawła II, osobisty dar rzeźbiarza prof. Bronisława Chromego dla rodzinnej parafii.

## Osoby związane z miejscowością
- Marian Chilewski (1892–1939), pułkownik piechoty Wojska Polskiego
- Bronisław Chromy – artysta rzeźbiarz, urodzony w Leńczach
- Jan Mazurkiewicz (1895–1964) – por. WP, działacz niepodległościowy, sędzia, prokurator, urodzony i pochowany w Leńczach
- Jan Piątek – ks. dr, prof. filozofii w Wyższym Seminarium Duchownym w Kielcach
- Jerzy Trela – aktor teatralny, filmowy i telewizyjny, urodzony w Leńczach
- Grażyna Trela – aktorka, scenarzystka, reżyser, urodzona w Leńczach

## Transport
W Leńczach znajduje się stacja kolejowa leżąca na linii 97 łączącej Skawinę z Żywcem.